# Christian Kern
Christian Kern, född 4 januari 1966 i Wien, är en österrikisk affärsman och tidigare politiker. Han var Österrikes förbundskansler från den 17 maj 2016 till 18 december 2017. Kern tog över som förbundskansler efter att Werner Faymann avgick från posten den 9 maj 2016 efter låga opinionssiffror för sitt parti. Kern blev även Socialdemokraternas partiledare i juni 2016 men avgick i september 2018. Han ersattes då av Pamela Rendi-Wagner.
Kern var tidigare ekonomijournalist och 2010–2016 chef för de statliga järnvägarna ÖBB. I oktober 2018 aviserade han att han slutade som politiker.